# Боровской поселковый совет (Харьковская область)
Боровско́й либо Боро́вский поселко́вый сове́т, до 1968 се́льский совет входил до 17 июля 2020 года в состав Боровского района Харьковской области Украины.
С 17.07.2020 входит в Изюмский район Харьковской области.
Административный центр поселкового совета находился в пгт Боровая.

## История
- 1920-е — образован сельский Совет депутатов трудящихся.
- После освобождения Боровского района Красной армией от нацистской оккупации данный сельский Совет депутатов трудящихся возобновил свою деятельность в феврале-марте 1943 года.
- 1968 — дата преобразования в поселковый совет из Боровского сельского — одновременно с получением Боровой статуса пгт.
- До 17 июля 2020 совет относился к Боровскому району, с этой даты - к Изюмскому району Харьковской области.
- После 17 июля 2020 года в рамках административно-территориальной «реформы» по новому делению Харьковской области[10][11] данный совет, как и весь Боровской район Харьковской области, был упразднён; входящие в него населённые пункты и его территории присоединены к Боровской(?) территориальной общине Изюмского района.
- Поселковый совет существовал 53 года.

## Населённые пункты совета
- пгт Борова́я
- село Бо́йни
- село Новоплато́новка
- село Шейковка